# 曼努埃爾塔梅斯
曼努埃爾塔梅斯（西班牙語：Manuel Tames）是古巴的城鎮，位於該國東南部，距離首府關塔那摩15公里，属關塔那摩省，面積526平方公里，海拔高度175米，2004年人口14,200，人口密度為每平方公里27.0人。